# イエメン・リアル
イエメン・リアルはイエメンの通貨。

## 紙幣
イエメン中央銀行は最初に1, 5, 10, 20, 50, 100リアル紙幣が発行したが、1993年に1, 5リアル、1995年に10リアルは硬貨に置き換えられた。1996年に200リアル紙幣、1997年に500リアル紙幣、1998年に1000リアル紙幣が登場した。そして2004年に20リアル紙幣は硬貨に置き換えられた。
| 紙幣一覧 | 紙幣一覧 | 紙幣一覧    | 紙幣一覧         | 紙幣一覧                         | 紙幣一覧                       |
| 画像     | 画像     | 価値        | 主な配色         | 描写                             | 描写                           |
| 表       | 裏       | 価値        | 主な配色         | 表                               | 裏                             |
| -------- | -------- | ----------- | ---------------- | -------------------------------- | ------------------------------ |
|          |          | 50リアル    | オリーブグリーン | マアドカリブの銅像               | シバーム、ハドラマウト         |
|          |          | 100リアル   | 赤、紫           | 竜血樹、ソコトラ                 | 農業用テラス                   |
|          |          | 200リアル   | 黄               | ザビード／ザビード要塞、フダイダ | 風景、アル・マフラ             |
|          |          | 250リアル   | オレンジ、青     | アッサーレハ・モスク、サナア     | ムカッラー                     |
|          |          | 500リアル   | 青               | ダール・アル・ハジャル           | アルムフダールモスク、タリーム |
|          |          | 1,000リアル | 緑、黄           | セイユーン宮殿、ハドラマウト     | イエメン門、サナア             |